# Denderen
Denderen is een bijverschijnsel van elektrische schakelaars.

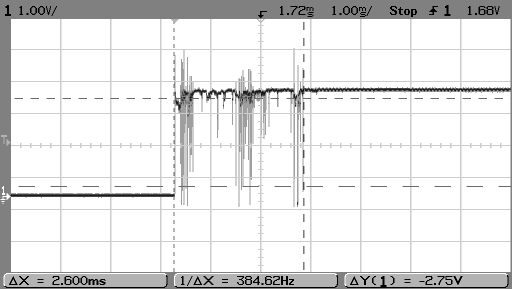
Oscilloscoopbeeld van het denderen van schakelcontacten. De contacten 'stuiteren' meerdere malen tussen aan en uit voordat ze tot rust komen.

Wordt er contact gemaakt, dan wordt in werkelijkheid het contact binnen een paar microseconden een aantal malen gemaakt en verbroken. Doet men met een schakelaar een gloeilamp aan, dan knippert de lamp dus eerst een paar keer. Dit duurt echter te kort om opgemerkt te worden.

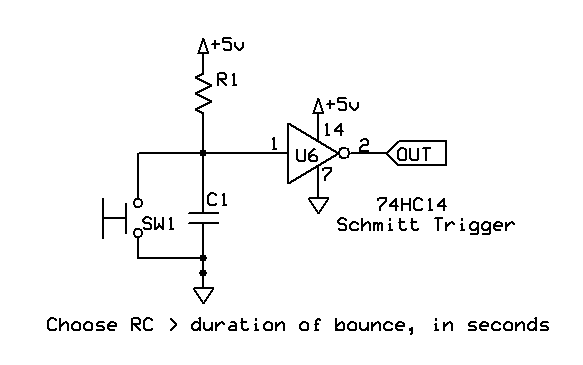
Schakeling om denderen te voorkomen

Bij digitale schakelingen is dat anders, die reageren veel sneller. Een zakrekenmachine, het toetsenbord van een computer en dergelijke apparaten zijn voorzien van schakelingen om het denderen te onderdrukken. Zonder een dergelijke schakeling zou het indrukken van een toets resulteren in een rij dezelfde letters.
Denderen kan worden voorkomen door een condensator over de schakelaar te zetten, zoals hiernaast is getoond. In rust wordt de condensator opgeladen. Wordt de drukknop ingedrukt, dan wordt de condensator vrijwel direct ontladen. Het laden duurt echter enige tijd, afhankelijk van de waarde van R en C, zodat het denderen geen effect heeft.
Een schmitt-trigger of een bistabiele flipflop heft contactdender op.